# Iglesia de San Miguel Arcángel (Canet lo Roig)

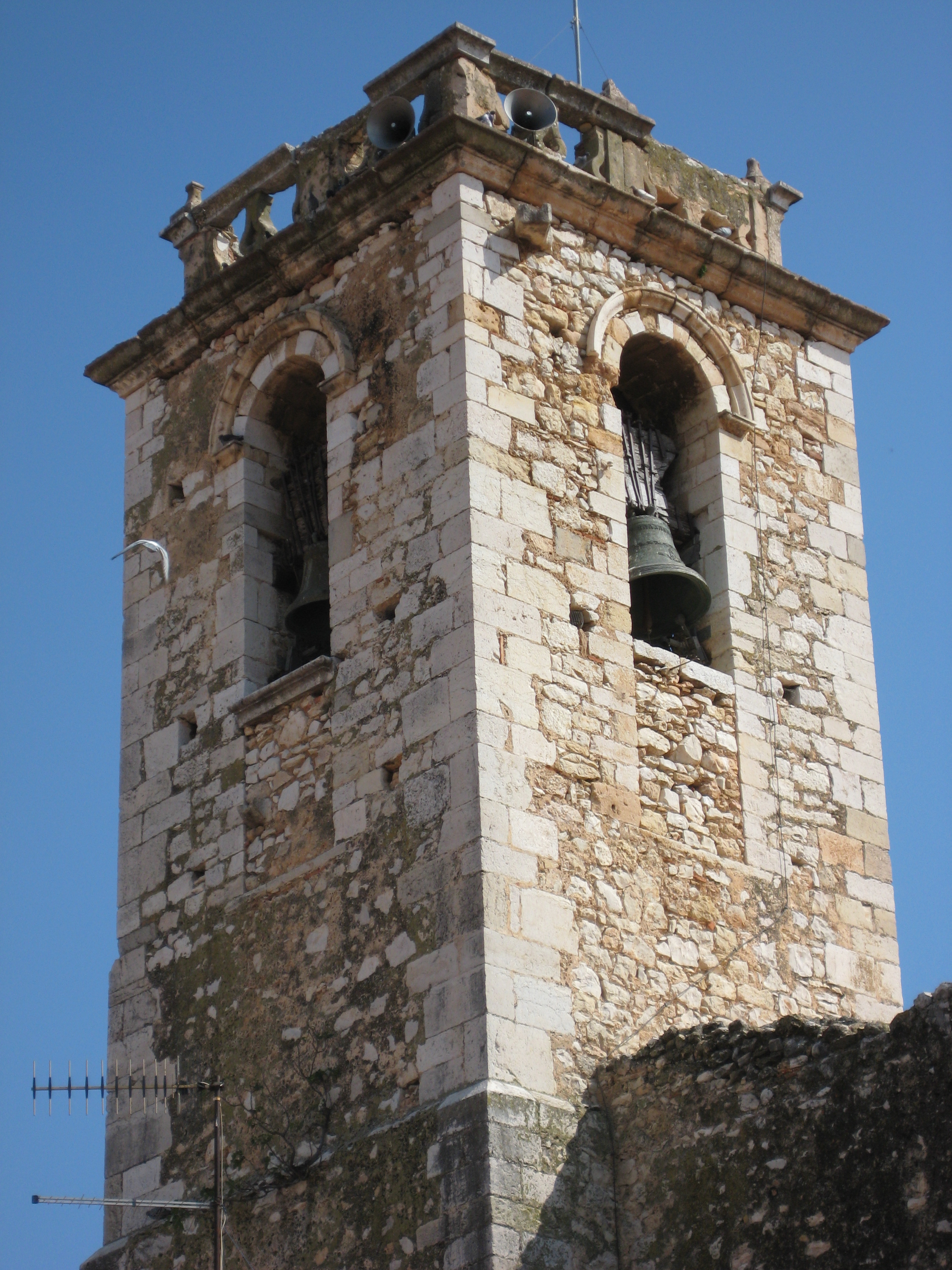
Torre campanario

La iglesia de San Miguel Arcángel de Canet lo Roig, de estilo renacentista con ampliación neoclásica, es un templo católico situado en el centro de la población y sede de una parroquia del obispado de Tortosa.

## Historia
Iniciada su construcción alrededor de 1288, según el modelo tipo de templo en estilo gótico con pervivencias románicas, y aprovechando muros y otros elementos, como la puerta de románica, actualmente tapiada, fue renovada en el siglo XVI, posiblemente por Martín Mendoza, quien, conocedor del código clásico renacentista, mantuvo tipologías y composiciones herederas de la tradición vernácula.
A mitad del siglo XVIII se produce una ampliación sustancial de la iglesia, a los pies de la antigua construcción, cambiando la ubicación de la capilla mayor. Las obras del ábside y el crucero neoclásico con la cúpula se finalizaron en 1793, y se celebraron el día del patrón, el 29 de septiembre, según se indica en una piedra esculpida de la iglesia. La capilla de la Comunión es del mismo tiempo, tanto por los modelos iconográficos utilizado para elaborar las pinturas murales de la capilla como para la conexión de las dos partes, capilla y prolongación de la iglesia, mediante la sacristía.
En 1998, el tambor de la cúpula de la iglesia estaba roto, y se inicia el proceso de estudio, rehabitación y consolidación, que finaliza en el 2001.

## Arquitectura
El conjunto tiene tres partes claramente diferenciadas, la primitiva iglesia renacentista con pervivencias góticas, la prolongación neoclásica a los pies de la antigua, creando un crucero y un nuevo ábside, girando 180 grados el sentido del templo, y la capilla de la Comunión, que nace en una capilla lateral de la parte primitiva del templo.

### Estructura
La iglesia primitiva consta de una sola nave, espaciosa, de tres tramos, con capillas laterales entre los contrafuertes y un ábside ochavado, desde el que accede a la sacristía y la torre campanario. Está cubierta con bóveda de crucería, con terceletes en el ábside, y alzado de muros desnudos con arcos de medio punto, carente de pilastras, pero con claves cortadas, historiadas las unas, blasonadas las otras y con motivos florales y geométricos las restantes.

### Portadas
Su portada principal se sitúa en un lateral, entre contrafuertes, al lado de la Epístola. Es una portada sin decoración, atrompetada, con arcos apuntados decrecientes, siguiendo una tipología gótica.
A su lado, otra portada, tapiada actualmente, de líneas que corresponden a un románico tardío, podría haber sido el acceso original al templo primitivo.

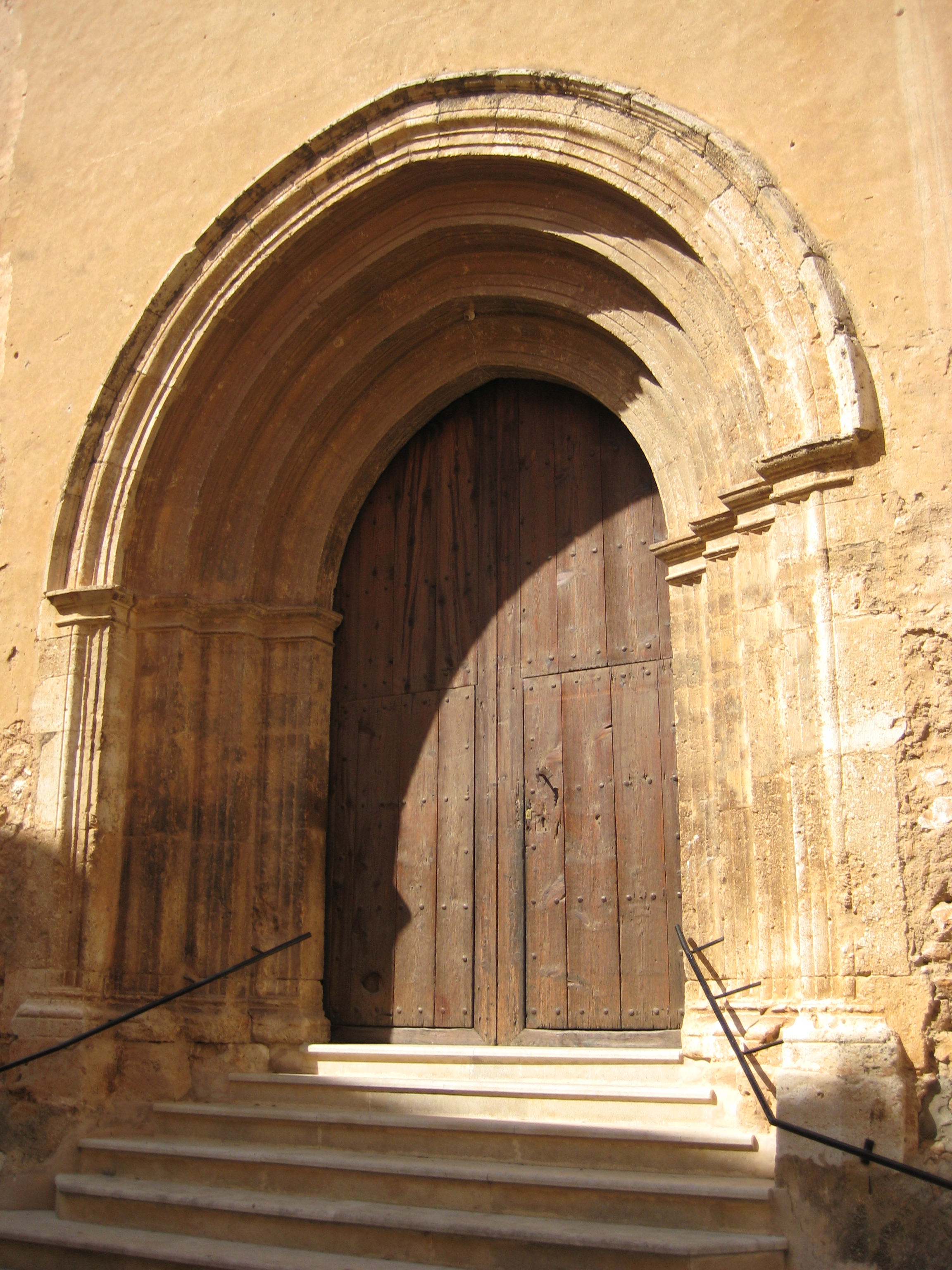
Portal principal

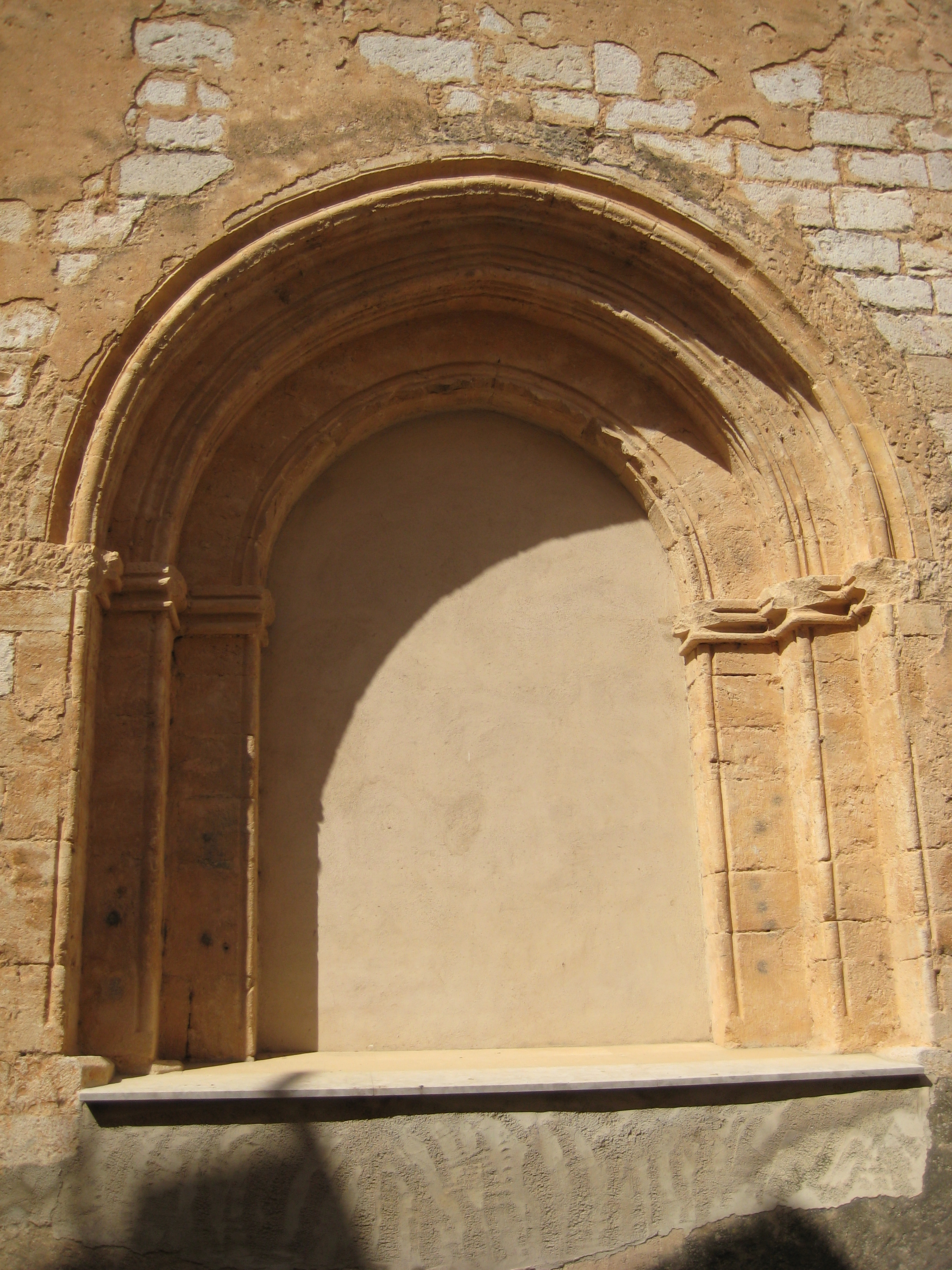
Portada primitiva

### Torre campanario
La torre campanario, es de planta cuadrada y está adosada a la cabecera de la primitiva iglesia, con aberturas de medio punto cercadas con un alfiz circular en cada cara del cuerpo de las campanas, las cuales están tapiadas en la parte inferior, y rematan en balaustrada. Presenta en su interior decoración gótica. Tiene obra de mampostería de piedra y de sillares en los lados.

### Capilla de la Comunión
Es un templo de planta de cruz griega con un transepto más corto que la nave principal. En el primer tramo de la capilla hay dos capillas menores a cada lado, sirviendo una de ellas, al lado del Evangelio, como acceso a la sacristía. La cubierta es de bóveda de cañón con lunetos y el crucero se cubre con una cúpula sobre pechinas y tambor con ojos de buey, y se sostiene por cuatro pilastras corintias. La obra de mampostería que corre desde la capilla lateral del lado del Evangelio de la iglesia primitiva, a los pies, y es por tanto, perpendicular a la iglesia.
La capilla está decorada con pinturas al fresco barrocas que conforman un completo programa iconográfico de exaltación de la Eucarístia.